# David G. Haskell

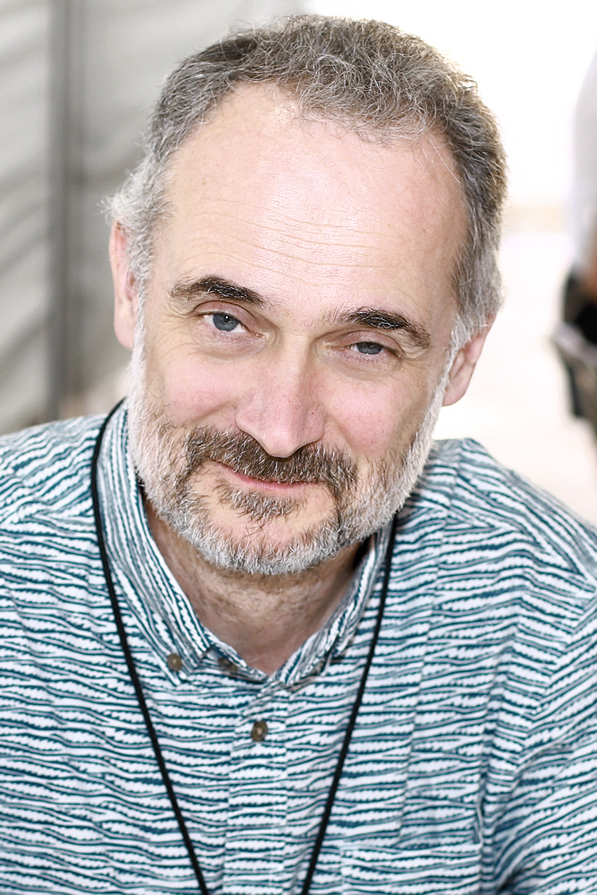
David G. Haskell

David George Haskell ist ein im Vereinigten Königreich geborener Autor und Professor für Biologie an der University of the South in Sewanee, Tennessee. Neben wissenschaftlichen Aufsätzen hat er Essays, Gedichte, Zeitungskommentare, sowie die Bücher Das verborgene Leben des Waldes und Der Gesang der Bäume verfasst.
Für Das verborgene Leben des Waldes erhielt er 2013 den National Academies Communication Award in der Kategorie Bestes Buch, und war Finalist für den Pulitzer-Preis/Sachbuch. Haskells zweites Buch, Der Gesang der Bäume, wurde 2018 mit der John Burroughs Medaille für ein besonderes Werk über Naturwissenschaften ausgezeichnet.
Haskell erwarb 1990 seinen Bachelor-Abschluss in Zoologie an der Universität von Oxford und wurde 1996 an der Cornell University in Evolutionsbiologie promoviert (Ph.D.). 2014 wurde ihm von der US-amerikanischen John-Simon-Guggenheim-Gedächtnis-Stiftung ein Guggenheim-Stipendium zugesprochen.

## Schriften
- The Forest Unseen: A Year's Watch in Nature, Viking Press / Penguin Random House, New York 2012.
  - Das verborgene Leben des Waldes. Übersetzung: Christine Ammann, Kunstmann, München 2015, ISBN 978-3-95614-061-7.
- The Songs of Trees: Stories from Nature's Great Connectors, Viking Press / Penguin Random House, New York 2017.
  - Der Gesang der Bäume. Übersetzung: Christine Ammann, Kunstmann, München 2017, ISBN 978-3-95614-204-8.
- Sounds Wild and Broken: Sonic Marvels, Evolution’s Creativity, and the Crisis of Sensory Extinction. Viking, New York 2022, ISBN 978-1-9848-8154-0.